# Cruz russa

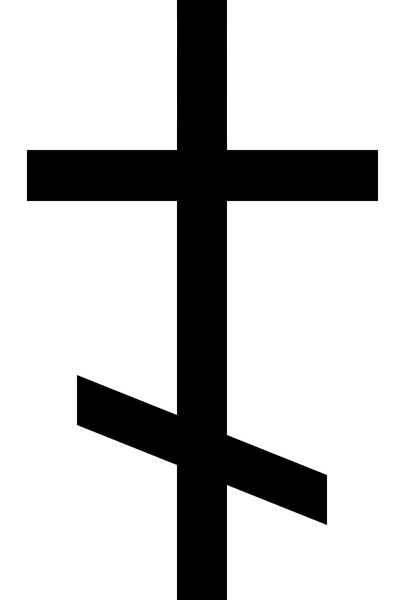
Cruz russa.

Cruz russa é uma variante da cruz cristã, com 2 vigas, dos quais o comprimento horizontal superior, e a diagonal menor.

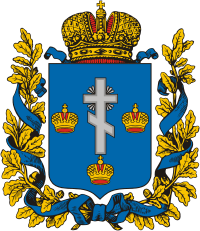
No brasão de armas da gubérnia de Kherson (Império Russo, Século XIX)

Na concílio de Moscou em 1654, o Patriarca de Moscou Nikon garantiu uma resolução para substituir a cruz ortodoxa das oitavas de final com a cruz ortodoxa russa de 6 finais, que, em combinação com outras decisões causou uma divisão na Igreja Ortodoxa Russa. No século XIX, a cruz ortodoxa russa estava localizada no brasão de armas da gubérnia de Kherson (Império Russo), onde foi designado como a "Cruz russa". Na Igreja Ortodoxa Russa, a inclinação da barra inferior da cruz ortodoxa russa é considerada uma barra transversal de balanças, uma extremidade da qual é levantada em conexão com o arrependimento de um ladrão, crucificado ao lado de Jesus Cristo. Outro ladrão crucificado, que blasfemou contra Jesus, é denotado pelo final da barra inferior, inclinado para baixo.